# Aira praecox
Espèce
Aira praecox, la canche précoce ou canche printanière, est une espèce végétale de la famille des Poaceae (graminées).